# Metilglutammato deidrogenasi
La metilglutammato deidrogenasi è un enzima appartenente alla classe delle ossidoreduttasi, che catalizza la seguente reazione:
N-metil-L-glutammato + accettore + H2O ⇄ L-glutammato + formaldeide + accettore ridotto
Un certo numero di amminoacidi N-metil-sostituiti può agire come donatore; il 2,6-dicloroindofenolo è il migliore accettore.